# Jeanne Bourguignon Olivier Pitel de Beauval
Jeanne Bourguignon Olivier Pitel de Beauval (1647 – Parigi, 1720) è stata un'attrice teatrale francese nata nei Paesi Bassi.

## Biografia
Jeanne Bourguignon Olivier nacque nei Paesi Bassi nel 1647.
Non si hanno molte informazioni riguardo alla sua infanzia, ai suoi studi e alla sua formazione artistica.
Le fonti ufficiali informano che fu abbandonata da piccola dai genitori e che per mantenersi lavorò dapprima come lavandaia e poi come cameriera, intorno al decimo anno di età, di una troupe di attori itineranti, dai quali imparò a leggere e a scrivere, oltre ad avere le sue prime parti di recitazione.
Dopo una tournée nei Paesi Bassi e in Belgio, la troupe arrivò in Francia, dove venne notata e invitata a passare compagnia di Paphetin, dove conobbe il suo futuro marito, Beauval.
Attrice che basava il suo successo teatrale e quotidiano non sulla bellezza fisica e nemmeno sul buon carattere, si dimostrò una pregevole comica, diventando celebre soprattutto per le sue risate utilizzate da Molière in una serie di personaggi di servette, a cominciare dalla Nicole del Il borghese gentiluomo.
Dopo la morte di Molière, si trasferì assieme al marito attore Jean Pitel de Beauval (1635-1709) all'Hôtel de Bourgogne, dove recitò in parte tragiche, per approdare infine alla Comédie-Française, dalla quale si congedò nel 1704, ponendo fine alla sua brillante carriera.
Fu un'eccellente servetta non solamente nelle commedie di Molière, ma anche in quelle di J. Francois Regnard, di David Augustin de Brueys e di Jean de Palaprat.
Jeanne Bourguignon Olivier ebbe, assieme al marito, dieci figli, da Louise nel 1665 a Jean-Charles nel 1689.
Jeanne Bourguignon Olivier morì a Parigi nel 1720.

## Opere
- laodice (Thomas Corneille);
- L'Amant qui ne flatte point (Noël Lebreton de Hauteroche);
- La Folle Querelle ou la Critique d'Andromaque (Adrien-Thomas Perdou de Subligny);
- Don Giovanni o Il convitato di pietra (Moliére);
- Il Tartuffo (Moliére);
- L'avaro (Moliére);
- Il borghese gentiluomo (Moliére).